# Brás Cubas
Brás Cubas (Porto, décembre 1507 ; Porto, 1592) fut un fidalgo et explorateur portugais. Fondateur de la vila de Santos aujourd'hui cité), gouverna à deux reprises la capitainerie de São Vicente (1545-1549 et 1555-1556). Il est considéré par certains historiens comme le fondateur de Mogi das Cruzes, en 1560.
Fils de Jean Pires Cubas et de Isabel Nunes, il arriva au Brésil en 1531 avec l'expédition de Martim Afonso de Sousa, fondateur de la vila de São Vicente.
En 1536, il reçut des sesmarias dans la nouvelle capitainerie de São Vicente, où il développa l'agriculture de la canne à sucre et monta un engenho de sucre. Il fut même le plus grand propriétaire de terres de l'actuelle Région métropolitaine de la Baixada Santista créant un port, une chapelle, et un hôpital ce qui fut l'origine de la vila et actuelle cité de Santos.
Comme le port de Santos était mieux situé que celui de São Vicente, Brás Cubas fut le responsable pour le transfert du port de Ponta da Praia pour le centre dans les environs de l'Outeiro de Santa Catarina.
Capitaine du donataire de São Vicente (1545), le 8 mai 1563 il fut nommé par Jean III de Portugal, administrateur et comptable des revenus et droits de la capitainerie ; l'année suivante, il fit construire le fort de Saint-Philippe dans l'île de Santo Amaro.
Il participa à la défense de la capitainerie contre les attaques des Tamoios, alliés des Français. Plus tard, à la demande du troisième gouverneur général Mem de Sá, il fit des expéditions à l'intérieur du pays à la recherche d'or et d'argent. Il serait arrivé à la chapada Diamantina dans le sertão de Bahia.
Ses tentatives de réduire les indigènes en esclaves provoqua une insurrection de la confédération des Tamoios qui a pu être contenue, en partie, par l'action des pères jésuites, Manuel da Nóbrega et José de Anchieta.
Lors de sa mort, il était fidalgo de la Maison Royale et un des hommes les plus respectés de la capitainerie. Le titre d'alcaide-mór de la vila de Santos passa à son fils Pero Cubas